# Ріхард фон Штригль
Ріхард фон Штригль (Richard Ritter von Strigl) (1891–1942) — австрійський економіст, представник австрійської економічної школи. Колеги вважали його одним із найяскравіших австрійських економістів міжвоєнного періоду. Як професор Віденського університету він мав вирішальний вплив на Ф. А. Гаєка, Фріца Махлупа, Готфріда фон Хаберлера, Оскара Моргенштерна та інших австрійських економістів четвертого покоління.

## Раннє життя
Він народився на території колишньої Моравії (яка сьогодні є частиною Чехії ). Навчався у Віденському університеті і був прийнятий зовсім юнаком на знаменитий приватний семінар Ойгена фон Бем-Баверка, який випустив ціле покоління перспективних економістів, таких як Отто Бауер, Микола Бухарін, Людвіг фон Мізес, Отто Нейрат і Йозеф Шумпетер.
Після Першої світової війни Штригль продовжив свої дослідження та написав важливу книгу з економічної теорії, за яку в 1923 році отримав ступінь габілітації – традиційний диплом професора університетів Центральної Європи. Через п'ять років йому було присвоєно звання титулярного екстраординарного професора. Однак, як Мізес, Махлуп, Габерлер та інші віденські економісти того часу, йому довелося заробляти на життя поза академічним середовищем, зрештою став високопоставленим чиновником Австрійської ради страхування на випадок безробіття.
Штригля описували як скромну, людяну, культурну та дуже світлу людину, яка справляла враження як на своїх учнів, так і на неупереджених колег.
Завдяки особистим та інтелектуальним талантам Штригль мав значний вплив на покоління молодих економістів, які закінчили Віденський університет після Першої світової війни. Більше ніж будь-який інший викладач, він мав вплив на формування поглядів Фрідріха Гаєка, Готфріда Хаберлера, Фріца Махлупа, Оскара Моргенштерна та вплинув на інших майбутніх великих віденських економістів.
Штригль переконав своїх студентів, що економічну теорію можна вивчати самостійно, тобто без участі в попередніх емпіричних польових дослідженнях. І цю теорію можна використовувати як для пояснення економічних явищ, так і для спрямування політичних дій.
Незважаючи на підйом австрійської економіки в 1920-х і 1930-х роках, домінуючою інтелектуальною силою в економічних департаментах Німеччини та Австрії була так звана історична школа. Представники цієї школи зневажали економічну теорію за її захист загальнозначущих економічних законів. Вони стверджували, що закони можуть бути такими ж універсальними, як і умови, на які вони посилаються. Оскільки історія була процесом постійного перетворення умов людського існування, не могло бути такого поняття, як загальний економічний закон. У найкращому випадку могли існувати лише «закони», що описували економіку більш-менш унікального періоду, і, у будь-якому випадку, всі уявлення про цю економіку мали бути отримані з досліджень конкретних домогосподарств, фірм, адміністрацій, міст тощо.
Крім того, кафедра Штриґля у Віденському університеті була оплотом антираціоналістичної «органічної» економіки. Це різко контрастувало з підходом австрійських економістів, які намагалися пояснити економічні явища як результат індивідуальних дій і соціальної взаємодії індивідів (принцип методологічного індивідуалізму). Самостійно Штригль навів ефективний аргумент на користь економічної теорії та методологічного індивідуалізму в цьому інтелектуально ворожому середовищі. Штриґль цікавився насамперед науковим обґрунтуванням політичних пропозицій, інтересом якого він поділився з Людвігом фон Мізесом. Ця турбота про практичні питання спонукала його приділяти особливу увагу методологічним проблемам, і він дуже ефективно інтегрував методологічні дослідження у свої дослідження. Загалом, Бем-Баверк мав найбільший вплив на Штриґля, але ідеї Вальраса, Візера, Шумпетера та Мізеса також потрапили в його твори.

## Робота
Штригль був автором новаторських досліджень з економічної теорії, прикладної економіки, теорії капіталу та зв’язку між теоретичними та історичними дослідженнями. Його праця «Капітал і виробництво» стала ключовим внеском у технічну економічну теорію. Вперше він був опублікований у 1934 році колишнім Австрійським інститутом дослідження ділового циклу в серії «Внесок у дослідження ділового циклу». У своїй книзі «Капітал і виробництво» він пов’язує теорію виробництва Ойгена фон Бема-Баверка з теорією бізнес-циклу Людвіга фон Мізеса та дає новаторський опис ролі споживчих товарів у структурі виробництва.
Штриґль прагне розібратися з причинами та можливими способами лікування Великої депресії , яка охопила західний світ після 1929 року. Хоча багато інших австрійських економістів того часу були залучені до подібних проектів, робота Штриґля виділяється своїм аналізом часу - споживання обхідних виробничих процесів та їх значення для Великої депресії.
Штригль поєднав теорію капіталу Вільяма Стенлі Джевонса та Ойгена фон Бем-Баверка в справжню австрійську теорію економіки в цілому; і він ретельно проаналізував вплив кредитної експансії на функціонування цієї макроекономіки. Його трактування цих питань було навіть більш систематичним, суворим і зрозумілим, ніж у добре відомих роботах Гаєка, які охоплювали те саме. Насправді Гаєк вітав роботу Штригля «за простоту та ясність викладу загальновідомо складної теми».

## Пізні роки
Згодом роботи Штриґля майже пішли в невідомість. Мізес виїхав до Швейцарії, де знайшов престижну посаду. Гаєк, Махлуп і Хаберлер виїхали до Сполученого Королівства чи Сполучених Штатів , де вони могли отримати академічні посади, які їм було заборонено на батьківщині. А після аншлюсу 1939 року багато інших виїхали, тому що нацистська Австрія зробила життя нестерпним для євреїв, таких як Моргенштерн, і для всіх неєвреїв, які не могли знайти або прийняти будь-який modus vivendi з Націонал-соціалістичною німецькою робітничою партією.
Незважаючи на те, що Штригль залишився останнім членом цієї групи на початковій базі Школи, для нього також життя й робота стали нестерпними. Його здоров'я було серйозно підірвано, і він відчував огиду до опортуністичної поведінки багатьох своїх співвітчизників. Йозеф Штайндль писав у той час: «Після вторгнення в Австрію він мовчав; ми не чули про будь-яку подальшу його публікацію. Це не дивно для тих, хто його знав, і, ймовірно, це пов’язано не лише з хворобою, яка спіткала його в 1930 році. Видовище навернення такої кількості людей за одну ніч до нового віросповідання не було приємним для нього, якому так явно бракувало талантів кар’єриста протягом усього його професійного життя».

### Публікації
- https://mises-media.s3.amazonaws.com/Die%20Okonomifschen%20Kategorien%20und%20die%20Organisation%20der%20Wirtschaft_2.pdf
- Kapital und Produktion copyright 1934 by Julius Springer, Vienna. Printed in Austria. https://mises-media.s3.amazonaws.com/Capital%20and%20Production_2.pdf?file=1&type=document